# Derecho objetivo
El derecho objetivo (ius poenale) se refiere a aquella norma de ley que prescribe una obligación, esto se detecta al aplicarle la estructura jurídica a la norma. Se refiere que el subjetivo es el que le otorga poder al objetivo 

## Derecho objetivo
Debemos abordar, en primer término, el significado del concepto derecho. Si partimos de una definición básica del derecho, entendido este como norma o sistema de normas, estamos hablando entonces del derecho en sentido objetivo, como norma, que impone deberes. Ahora bien, así como la norma impone deberes, también concede la facultad de exigir el cumplimiento del precepto jurídico, esto es, el derecho subjetivo. Tenemos entonces que el derecho objetivo es la norma o el conjunto de normas, y el derecho subjetivo es la facultad que se tiene para exigir el cumplimiento de la norma.
Asimismo, el derecho objetivo tiene dos connotaciones, una como derecho natural y otra como derecho positivo. Al primero lo conforman,“aquellos principios y normas que rigen la conducta social de los hombres por estar impresos en la naturaleza humana y conformarse al orden natural de las cosas”. Por su parte, el derecho positivo es el conjunto de normas que cumplen con los procedimientos de su elaboración en un país determinado. A su vez, se tiene que el derecho positivo que rige en un determinado momento se conoce como derecho vigente.
Finalmente, el derecho objetivo positivo puede ser escrito o consuetudinario; es escrito cuando la norma ha sido redactada en documentos y es debidamente promulgada, mientras que es consuetudinario cuando se impone como regla por la costumbre, es decir, por un uso reiterado en el tiempo y por el convencimiento de quienes la practican de que es obligatoria.